# 13433 Phelps
A 13433 Phelps (ideiglenes jelöléssel 1999 VP52) a Naprendszer kisbolygóövében található aszteroida. A LINEAR projekt keretében fedezték fel 1999. november 3-án.